# Lit.Cologne

Signet des Literaturfestivals

Die lit.Cologne (Eigenschreibweise: lit.COLOGNE) ist ein internationales Literaturfestival, das seit März 2001 jährlich im Frühjahr in Köln stattfindet, und ist mit rund 200 Veranstaltungen und 111.000 Besuchern (2019) das größte seiner Art in Europa. Sie findet über zwölf Tage an unterschiedlichen Spielstätten im Kölner Stadtgebiet statt. Mit der lit.kid.Cologne richtet sich ein Programmbereich an Kinder und Jugendliche. Seit 2011 findet parallel zur Frankfurter Buchmesse im Herbst die lit.Cologne Spezial statt. 2013 kam die phil.Cologne als Philosophiefestival hinzu. Seit Herbst 2017 richtet die lit.Cologne auch die lit.Ruhr im Ruhrgebiet aus. Hauptspielort ist hier die Zeche Zollverein in Essen.
Die lit.Cologne ist privatwirtschaftlich finanziert. Erst 2020 erhielt das Festival erstmals eine größere öffentliche Förderung seitens der Stadt Köln. Seit 2021 ist die Deutsche Entertainment AG Classics Mehrheitseignerin der lit.Cologne. Bei Künstlern und Publikum erlangte die lit.Cologne durch eine allgemein gute Stimmung und „Begeisterungsfähigkeit“ eine hohe Beliebtheit.

## Geschichte
Die Idee zur lit.Cologne wurde im Jahr 2000 von Werner Köhler und Rainer Osnowski entwickelt. Der Buchbranchenkollege Edmund Labonté stieß kurz darauf hinzu. Bis Ende 2019 waren Köhler, Osnowski und Labonté die Geschäftsführer des Festivals. Seit dem Rückzug von Köhler und Labonté ist Rainer Osnowski der alleinige Geschäftsführer.
Die erste lit.Cologne fand vom 21. bis zum 25. März 2001 statt und empfing bei 65 Veranstaltungen insgesamt 30.000 Besucher, 2012 waren es bereits 172 Veranstaltungen mit 84.000 Zuschauern. Im März 2013 richtete die lit.Cologne 206 Veranstaltungen aus, zu denen 90.000 Besucher kamen. Die bislang (Stand 2021) größten lit.Cologne-Festivals fanden 2018 und 2019 mit jeweils 111.000 Besuchern von über 200 Veranstaltungen statt. Sie ist damit das größte Literaturfestival in Europa.
Bis 2019 organisierte WDR 5 zum Auftakt der lit.Cologne eine 24-stündige Lesung, den Literaturmarathon. Die lit.Cologne 2020 wurde am Eröffnungstag aufgrund der COVID-19-Pandemie abgesagt. Im August 2020 wurden die in den Herbst verlegten Nachholtermine abgesagt. Die lit.Cologne fand 2021 pandemiebedingt erstmals als rein digitales Festival im Frühsommer vom 26. Mai bis 12. Juni 2021 statt. 2022 kehrte das Festival zu Präsenzveranstaltungen zurück.
Am 1. März 2023 wurde die 23. lit.Cologne mit einem Abend eröffnet, der die Widerstandsbewegung im Iran würdigte. An ihm nahmen Ferdos Forudastan, Azadeh Zamirirad, Asal Dardan, Isabel Schayani und Navid Kermani teil. Im weiteren Programm der Veranstaltung wurde unter anderem die Friedensnobelpreisträgerin Maria Ressa angekündigt.
Im August 2021 wurde die Übernahme von 66 % der Anteile an der lit.Cologne durch den Konzertveranstalter Deutsche Entertainment AG Classics aus Berlin publik. Die Übernahme wird als strategische Partnerschaft beschrieben. Personell und konzeptionell würde sich nichts ändern, Rainer Osnowski bleibt Geschäftsführer.

## Ableger

### lit.Cologne Spezial
2011 wurde mit der lit.Cologne Spezial ein zusätzliches Literaturfestival im Herbst eingeführt, das jährlich gleichzeitig mit der Frankfurter Buchmesse stattfindet.

### phil.Cologne
Im Sommer 2013 fand erstmals das Philosophie-Festival phil.Cologne als „Schwester“ der lit.Cologne statt. Gesponsert wird das Festival von der Udo-Keller-Stiftung Forum Humanum, Identity-Foundation und der Imhoff-Stiftung.

### lit.Ruhr
Im Herbst 2017 erweiterte sich die lit.Cologne und organisierte die erste lit.Ruhr (eigene Schreibweise: lit.RUHR) im Ruhrgebiet. Der Hauptspielort ist das Industriedenkmal Zeche Zollverein in Essen. Analog zur lit.Cologne gibt es auch hier Programme für Kinder und Jugendliche, die lit.kid.Ruhr. Die Macher von lit.Cologne wurden dazu von Anneliese Rauhut angeregt, der Vorsitzenden der Freunde Zollverein, die in Zusammenarbeit mit der damaligen Künstlerischen Leitung Traudl Bünger das Projekt maßgeblich unterstützte. Viele Autoren und Künstler werden hier aus der gleichzeitig stattfindenden lit.Cologne Spezial übernommen. Dies stieß auf den Unmut der regionalen Literaturszene, die nun weniger Fördermittel von privaten Sponsoren befürchten, obwohl die dortigen Literaturveranstaltungen bisher nur öffentlich subventioniert wurden.
Anfragen aus anderen Städten scheiterten regelmäßig am Autonomie-Wunsch der Programm-Macher bzw. am eingeforderten Mitspracherecht der Städte.
Hauptsponsoren sind die Brost-Stiftung, Evonik Industries, die RAG-Stiftung und die Stiftung Mercator.

## Konzept
Ausgangspunkt der Entwicklung der lit.Cologne war die Unzufriedenheit ihrer Gründer mit der bis dahin praktizierten Art, Literatur zu präsentieren. Diese fand vor allem in Lesungen in Buchhandlungen statt, die wenig Publikum anzogen. Die Gründer zogen die Festivals der Film-, Theater- und Musikszene als Vorbild heran und übernahmen Elemente wie professionelle Moderatoren und Übersetzer. Die Grundidee des Literaturfestivals ist nach Rainer Osnowski „die Begegnung großer Autoren mit Schauspielern [und] Künstlern.“
Nationale und internationale Autoren lesen aus ihren Büchern, in den vergangenen Jahren u. a. Isabel Allende, Paul Auster, T.C. Boyle, Bret Easton Ellis, Julia Franck, Jonathan Franzen, Nick Hornby, John Irving, Daniel Kehlmann, Doris Lessing, Henning Mankell, Eva Menasse, Susan Sontag, Zadie Smith, Tomas Tranströmer, Martin Walser und Juli Zeh, außerdem Künstler wie Charles Aznavour, Herbert Grönemeyer, Karl Lagerfeld, Patti Smith sowie Politiker, z. B. Stéphane Hessel, Kofi Annan, Michail Gorbatschow und Garri Kasparow. Gelesen werden die deutschen Übersetzungen ihrer Texte von Schauspielern wie zum Beispiel Mario Adorf, Senta Berger, Iris Berben, Matthias Brandt, Hannelore Hoger oder Christoph Waltz.
Eine Besonderheit der lit.Cologne ist die Eigenproduktion literarischer Programme, in denen Schauspieler und Moderatoren sich in dramaturgischer Form literarischen Stoffen zuwenden, z. B. der Lüge (Roger Willemsen und Dieter Hildebrandt), der Hypochondrie (Cordula Stratmann, Gustav Peter Wöhler und Ingo Naujoks), der Masturbation (Hannelore Hoger, Richy Müller und Andreas Platthaus) oder dem Kitsch (Senta Berger, Jürgen Tarrach und Dieter Moor).
Seit der ersten Ausrichtung des Festivals richtet sich mit der lit.kid.Cologne ein Programmbereich speziell an Kinder und Jugendliche ab dem Vor- und Grundschulalter. Teil des Konzepts ist es auch, die Lesungen für Kinder und Jugendliche an Orten stattfinden zu lassen, bei denen eine Verbindung zum Buch hergestellt werden kann (z. B. eine Krimi-Lesung im Polizeipräsidium). In diesem Rahmen finden sogenannte Klasse-Buch-Lesungen statt, an denen Schulklassen zu ermäßigten Preisen teilnehmen können. 2022 sind 78 von insgesamt 179 Veranstaltungen für Kinder vorgesehen.
Die Veranstaltungen der lit.Cologne finden mittlerweile in einem Zeitraum von zwölf Tagen statt und verteilen sich auf unterschiedliche Spielstätten und „ungewöhnliche Orte“ im Kölner Stadtgebiet.
Die lit.Cologne beginnt mit der Verleihung des Deutschen Hörbuchpreises bei einer festlichen Gala im Kölner WDR-Funkhaus. Seit 2010 verleiht sie den Debütpreis, der mit 2.222 EUR dotiert ist und von der Rheinenergie gestiftet wird. Für Nachwuchsautoren zwischen 15 und 25 Jahren wird der OffSpring Award verliehen (finanziert von Flossbach von Storch).

## Organisation
Das Team der lit.Cologne besteht (Stand 2022) aus 21 Personen. Dazu gehören Geschäftsführer Rainer Osnowski, eine Programmredaktion und Abteilungen für Produktion, Presse- und Öffentlichkeitsarbeit und Marketing. Das von der Programmredaktion zusammengestellte Programm wird stets Anfang Dezember veröffentlicht, gleichzeitig startet der Kartenvorverkauf. Die Produktionsbüros befinden sich während der Literaturtage in wechselnden Kölner Hotels, die auch für alle Autoren und Künstler offen sind, die ebenfalls in diesem Hotel logieren. Ein sogenannter Shuttle-Service holt die Autoren ab, seit 2017 besteht der Fahrzeugpark nur aus Elektro-Autos eines Sponsoren.
Seit 2013 hat sich die lit.Cologne des Themas Soziale Inklusion angenommen, zahlreiche Veranstaltungen sind seitdem barrierefrei. Für Hörgeschädigte gibt es außerdem Gebärdensprachdolmetscher und Induktionsschleifen. Partner und finanzielle Förderer hierfür sind die Aktion Mensch und die Kämpgen Stiftung.
Im März 2018 übernahm Traudl Bünger die Programmleitung aller Festivals von lit.Cologne und Rieke Brendel die Leitung für die Organisation und Produktion aller Festivals. Im Oktober 2018 wurde bekannt, dass Bünger das Unternehmen verlässt. Seitdem wird das Festivalprogramm von Rainer Osnowski, Tobias Bock, Regina Schilling, Julia Fischer, Werner Köhler, Eva Schuderer, Hanna Wunsch und beratend Sabine Buss gestaltet.

## Finanzierung
Das Literaturfestival ist als privatwirtschaftliches Kulturereignis konzipiert und finanziert sich durch Eintrittskarten sowie durch die Unterstützung von Sponsoren und Partnern. Die Hauptsponsoren sind (2022) die RheinEnergie, Lanxess und Flossbach von Storch. Medienpartner sind der WDR und der Kölner Stadtanzeiger. Die Förderer der lit.kid.Cologne ist die Imhoff-Stiftung.
Die Thalia Bücher GmbH war bis 2020 ein langjähriger Hauptsponsor mit jährlich 100.000 Euro und einer der Buchhandelspartner.
Nach der Absage der lit.Cologne 2020 beschloss der Rat der Stadt Köln im Mai 2020 Zuwendungen in Höhe von 500.000 Euro an die lit.Cologne, um den Fortbestand des Festivals zu sichern.
Seit 2021 kooperiert die lit.Cologne mit ausgewählten unabhängigen Buchhandlungen.

## Auszeichnungen
- 2006: Guinness-Buch der Rekorde für die größte Deutschstunde der Welt in der ausverkauften Lanxess Arena
- 2010: Kölner Kulturpreis für das Kulturereignis des Jahres 2009
- 2012: Marketingpreis Germany at its best vom Wirtschaftsministerium NRW für das größte Literaturfestival Europas.[48]
- 2013: Kölner Kulturpreis für das Kulturereignis des Jahres 2012.[49]
- 2013: Ohrenorden der Bürgergesellschaft Köln.[50]
- 2013: Belobigung der Stadt Köln im Rahmen des Kölner Innovationspreis Behindertenpolitik für die Bemühungen, die lit.Cologne barrierefrei zu gestalten.[51]
- 2016: Kölner Kulturpreis für das Kulturereignis des Jahres 2015

   Stand 2017, Quelle: 

## Film
- Westart Reportage: Was kann, darf, soll Literatur? Die Litcologne 2019. Fernseh-Reportage, Deutschland, 2019, 39:19 Min., Buch und Regie: Susanna Schürmanns, Eric Brinkmann, Produktion: WDR, Redaktion: Westart, Erstsendung: 25. März 2019 bei WDR Fernsehen, Inhaltsangabe von ARD.

### Rückblicke
- Kommentare zur lit.Cologne 2006. (Memento vom 27. April 2014 im Internet Archive)
- Artikel zur lit.Cologne 2007 (Memento vom 11. Februar 2007 im Internet Archive) In: WDR Köln
- Sonderausgabe zur 17. lit.Cologne. (Memento vom 7. März 2018 im Internet Archive). In: WDR.de, 2017